# Orconectes marchandi
Orconectes marchandi é uma espécie de crustáceo da família Cambaridae.
É endémica dos Estados Unidos da América.